# Bernardo Lorente Germán

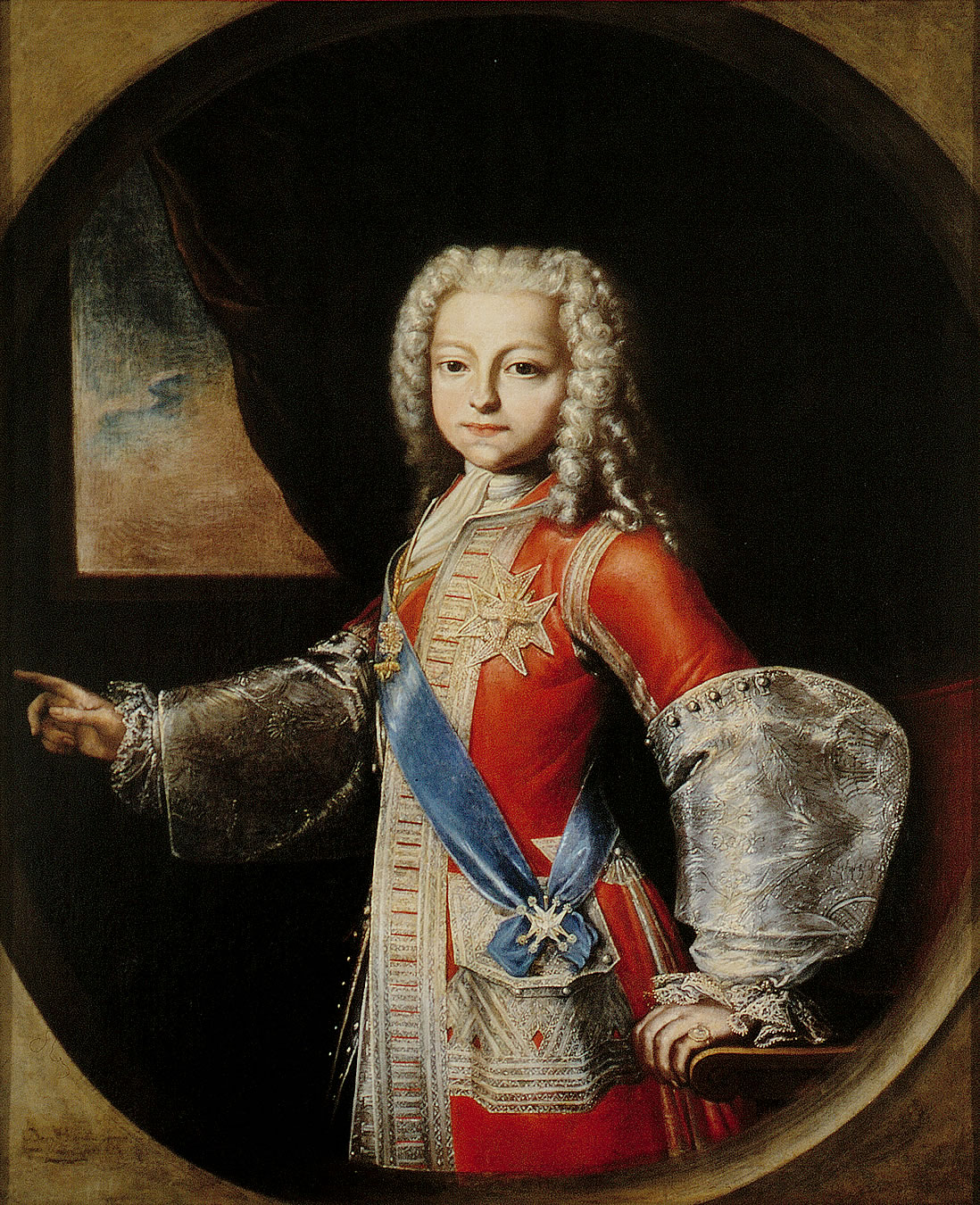
Retrato del infante don Felipe, hacia 1730, Museo de Bellas Artes de Sevilla.

Bernardo Lorente Germán (1680-1759), pintor barroco español, llamado el pintor de las pastoras, vivió siempre en Sevilla donde se formó en contacto con la pintura de Murillo, de quien fue seguidor. Entre sus obras más destacadas se cuentan los dos trompe l’oeil o trampantojos del Museo del Louvre. 

## Biografía
Nacido en Sevilla, se formó con su padre primero y luego, según Ceán Bermúdez, con otro modesto «pintor de feria», Cristóbal López, quien le habría formado en el respeto y la imitación de los modelos de Murillo, de los que se derivan sus composiciones religiosas en tonos pastel. Ceán Bermúdez le llamó el pintor de las pastoras por sus cuadros de la Virgen vestida de pastora y apacentando el rebaño, atribuyéndole así la formación de la iconografía de la Divina Pastora, devoción muy difundida en el ámbito local a comienzos del siglo XVIII conforme a una visión del capuchino fray Isidoro de Sevilla. 
Durante los cinco años que la corte de Felipe V permaneció en Sevilla, el llamado lustro Real de 1729 a 1733, Lorente trató amistosamente con Jean Ranc, pintor de cámara, cuya influencia se advierte en sus retratos. En contacto con la corte, tuvo ocasión de retratar al infante Felipe de Borbón, hijo de Isabel Farnesio y futuro duque de Parma. Sin embargo, para no abandonar su ciudad renunció a entrar al servicio de la corte cuando ésta partió de Sevilla en 1733. 
Los últimos años en Sevilla, hasta su muerte en 1759, parece que no fueron fáciles para él, hombre melancólico según Ceán, dedicado a trabajar para la iglesia principalmente. Sin embargo, el recuerdo de su fama en la corte le sirvió para ingresar en 1756 como académico de mérito en la recién creada Academia de San Fernando.

## Obras destacadas

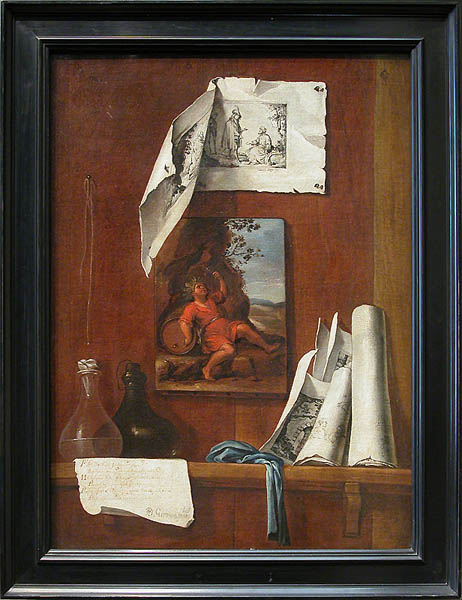
Trampantojo titulado El vino o Alegoría del gusto, óleo sobre lienzo, 69 x 50 cm, Museo del Louvre.

- Divina Pastora, Alcolea del Río, firmado en 1742, destruido. Hay además abundantes copias y derivaciones atribuidas, una de ellas en el Museo Nacional del Prado , actualmente atribuida a Alonso Miguel de Tovar.[1]

- Retrato del Infante Don Felipe, hacia 1730, Museo de Bellas Artes de Sevilla.

- Trampantojo, firmado, Museo del Louvre, llamado El vino o El gusto, por haberse entendido que, con el siguiente, formaría parte de una serie dedicada a los cinco sentidos. Se trata de un trampantojo del tipo conocido como rincón de estudio, introducido en Sevilla por Marcos Fernández Correa. El centro del cuadro lo ocupa un pequeño lienzo de Baco borracho en el estilo de David Teniers, y sobre él un grabado mal sujeto a la tabla de Pedro de Campolargo. Al pie, sobre una repisa, otros grabados enrollados y dos frascos con barnices, sujetando un papel que cuelga muy en primer plano con una inscripción latina en la que se desarrolla una regla de vida de carácter moral en forma de máximas.

- Trampantojo, firmado con iniciales, Museo del Louvre, llamado El tabaco o El olfato. Con una composición semejante al anterior, muestra algunos objetos de estudio propios de un taller de pintor sujetos con cierto descuido a una tabla. En el centro un lienzo en el que aparecen dos fumadores, sujeto solo por una esquina y con la tela mal fijada al bastidor, doblándose hacia el espectador a fin de reforzar la sensación de tridimensionalidad. Una versión con ligeras variantes se conserva en el Museo de la Real Academia de Bellas Artes de San Fernando.[2]

- San Miguel, lienzo oval firmado en 1757 en la capilla de San Miguel de la Catedral de Jaén, debe de ser una de las últimas obras del pintor, con abundante obra religiosa repartida por las iglesias de Úbeda y Baeza y la cartuja de Jerez de la Frontera.
- Bodegón de una alacena con objetos, firmado: "B. Luis Lorente, Germán,  faciebat.", datada alrededor de 1730. Se conserva en la Real Academia de Bellas Artes de San Fernando.[3]